# Ворота Потонг

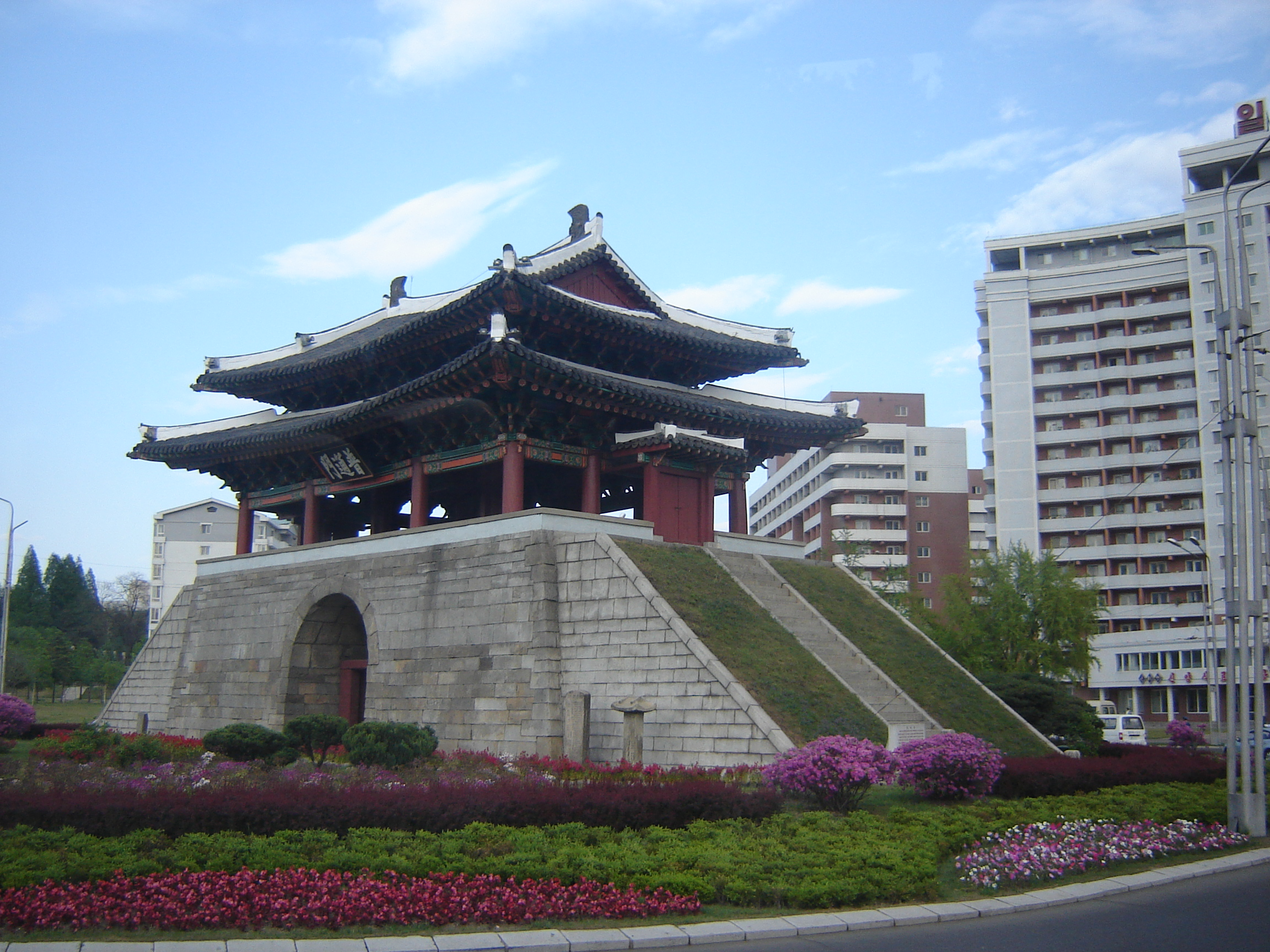
Ворота Потхон

Ворота Потхо́н (кор. 보통문, 普通門, Потхонму́н) — городские ворота средневековой крепости Согён, в нынешней столице КНДР Пхеньяне. Входят в список Национальных сокровищ КНДР (№ 3). Расположены на пешеходном островке в конце одной из центральных улиц северо-корейской столицы (улица Холлима[уточнить]) городского района Чун-гуёк[уточнить]. Своё имя получили по названию протекающей рядом с ними реки Потхон.
Другими сохранившимися частями и зданиями пхеньянской крепости являются ворота Тедон[уточнить], павильон Улмил[уточнить] и павильон Рёнван[уточнить].

## История
Ворота Потхонмун были воздвигнуты в VI веке н. э. во времена королевства Когурё как западные ворота городских укреплений и были вновь перестроены в 1406 году. Во время династии Чосон эти ворота имели особое значение как оборонительное сооружение и проезд из города в северо-западном направлении. В годы 1473, 1644, 1719 и 1777 над воротами проводились ремонтные работы. Во время Корейской войны при бомбардировках Пхеньяна американцами ворота были разрушены, но в 1955 году, при восстановительных работах в Пхеньяне на улице Холлима реставрированы и перенесены на новое место — на 55 метров юго-западнее от того, где находились ранее.

## Архитектура
Ворота представляют собой двухэтажный павильон, стоящий на гранитном основании. Гранитное основание имеет на каждой из своих сторон лестницы, ведущие в павильон и в середине — широкий арочные входные ворота высотой в 4,55 метров и шириной в 4,40 метров. Сам павильон длиной в 14,80 метров и шириной в 9,65 метров. Вход прикрывают деревянные, оббитые железом ворота. Крыша представляет собой типичную для корейской архитектуры вальмовую форму.